# سبيب (نبات)
السبيب أو الغاسول (باللاتينية: Mesembryanthemum) جنس نباتي ينتمي إلى الفصيلة الديمومية. يضم خمسة أنواع مقبولة و1160 نوعا لم يحسم أمرها بعد.

## من أنواعهالواطنةفيالوطن العربي
- سبيب عاري الأزهار (باللاتينية: Mesembryanthemum nodiflorum) في بلاد الشام والجزيرة العربية والمغرب العربي وإسبانيا